# Ceratina melanochroa
Ceratina melanochroa là một loài Hymenoptera trong họ Apidae. Loài này được Moure mô tả khoa học năm 1941.